# 韓恩榮
韓恩榮（1901年3月22日—1995年2月25日），字杰卿，又字潔清，號雨霖，晚年自號白水老人，又號感恩樓主。河北寧河（今天津市宁河区）人，一貫道點傳師，發一組老前人，在臺灣力行慈善事業。1901年（光緒二十七年）生於大清順天府寧河縣，年輕時曾出任外商，於大德隆染織廠工作，曾當到經理。37歲時身染肺癆，肺臟大量出血，經一貫道宮彭齡(引保師）、中醫師孫蘭芳引介，加入一貫道，隨後疾病痊癒，便發願傳教。40歲時成為高階教職人員點傳師，創辦一貫道支線組織天津同興壇（在臺灣發展為發一組）。1948年承孫慧明命令來臺傳教，1995年逝世，享耆壽94歲。其亦為信義育幼院及光明仁愛之家之創辦人。
一貫道發一崇德點傳師韓萬年為其子。

## 生平
韓恩榮1901年（光緒二十七年）3月22日生於大清順天府寧河縣潘莊鎮，家中排行長子，下有一弟三妹。時值八國聯軍侵華，京津地區遭逢戰亂時分其父韓振銘經常在外經商，韓遂與母避居娘家投靠外祖父，幼時受外祖父母及母親教養甚多，於八歲至十六歲間已熟讀四書五經。1923年與馬孝先女士結婚。年輕時曾出任外商。依其子韓萬年口述，韓恩榮初於大德隆染織廠工作任作業員，廿餘歲時被拔擢為廠長、經理。:15分50秒1931年，母逝。1947年9月13日父逝，享壽七十九歲。1948年，奉師母孫素貞的指示至台灣傳道，並改名韓恩成以規避中華民國政府之查緝。次子韓萬年追隨之前往台灣。隔年大陸失陷，韓與妻小阻隔兩岸、音訊全斷。1969年，韓妻馬孝先於文化大革命中殉難。韓與他的大陸親屬直至兩岸開放探親後才相互互訪聯繫。
1981年前後，始於書法作品上以「白水老人」落款，因以為號。:13分55秒
1993年6月，獲頒「華夏一等獎章」。同年獲泰國王室頒贈文化獎牌。
1995年1月16日，韓身體不適至彰化秀傳醫院健檢住院至2月22日出院休養，是年2月25日子時於埔里天元佛院感恩樓內辭世。

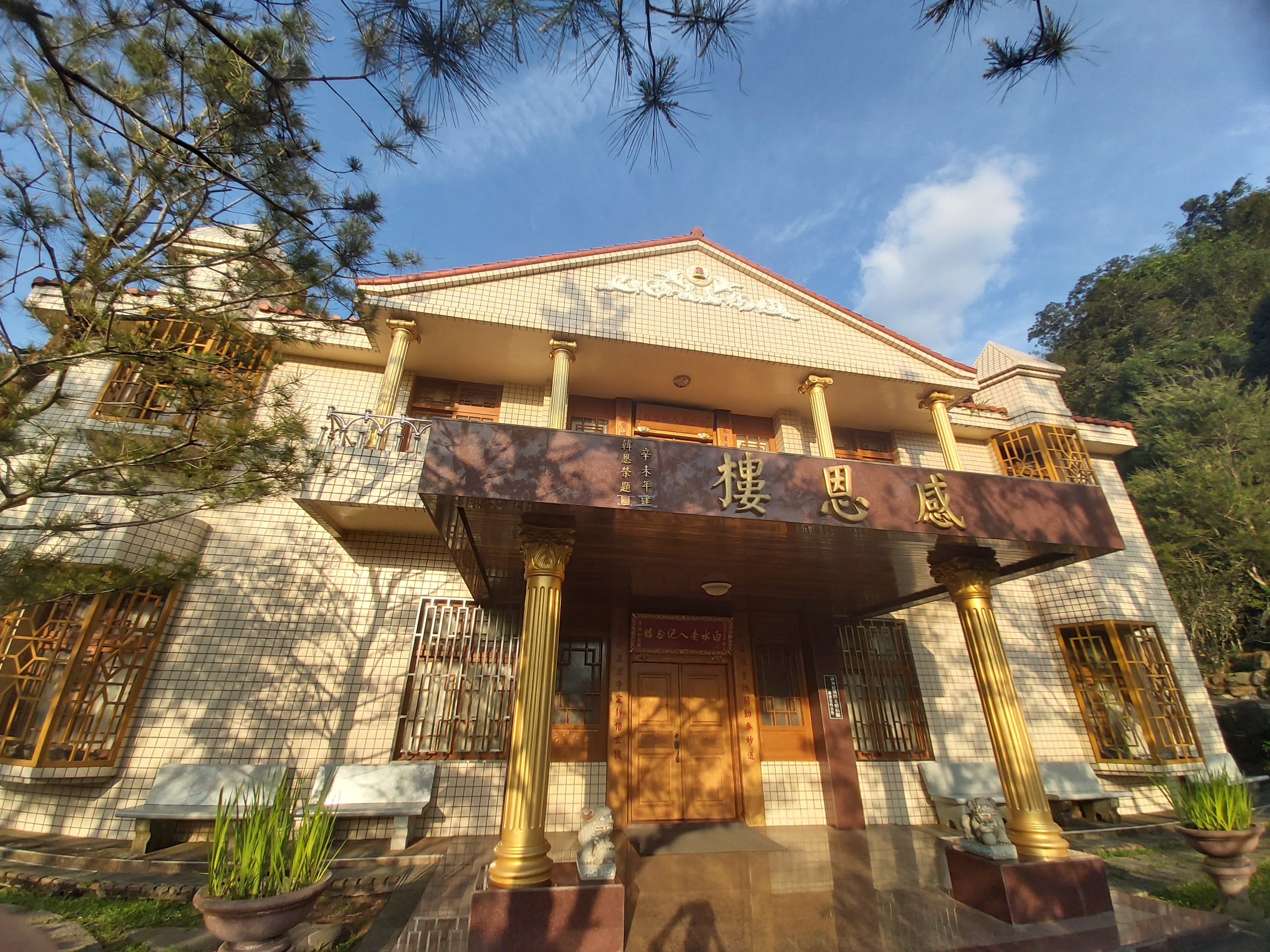
天元佛院境內的「感恩樓」，為韓恩榮起居室。建物於其身後改作「白水老人紀念館」。
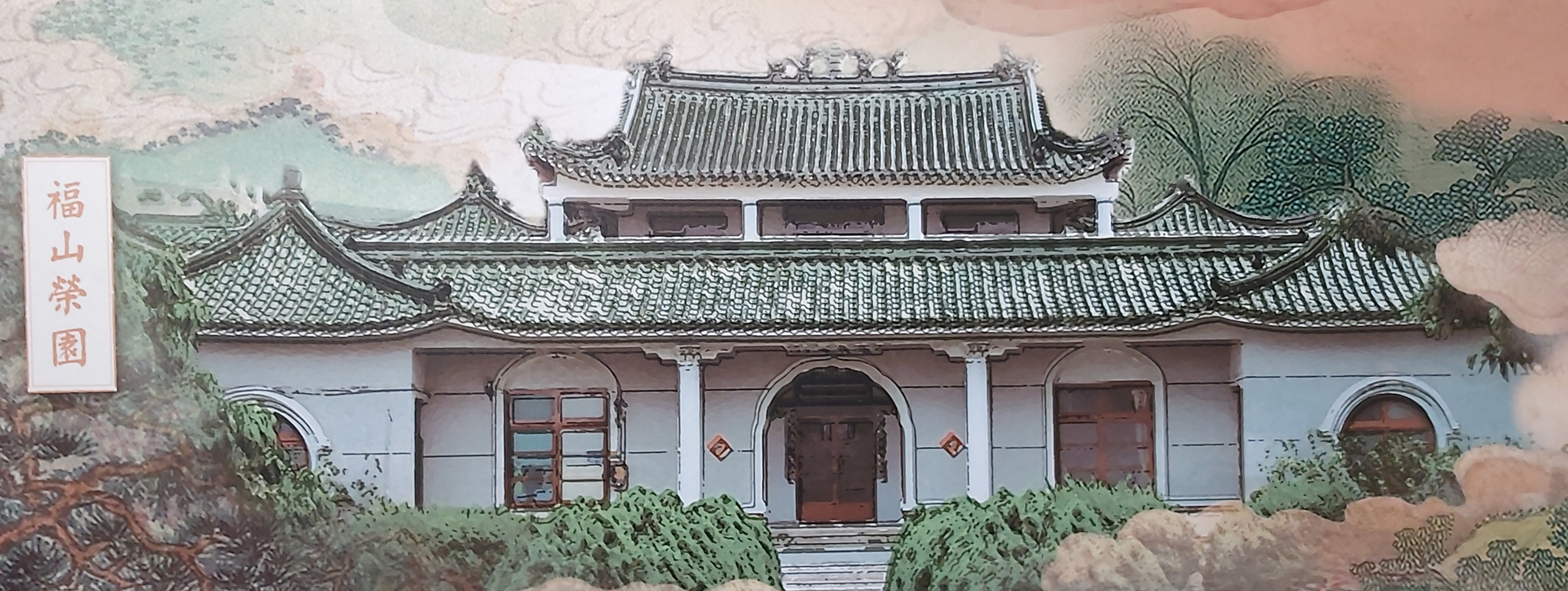
彰化福山榮園，1995年韓恩榮去世後安葬於該園區域內。
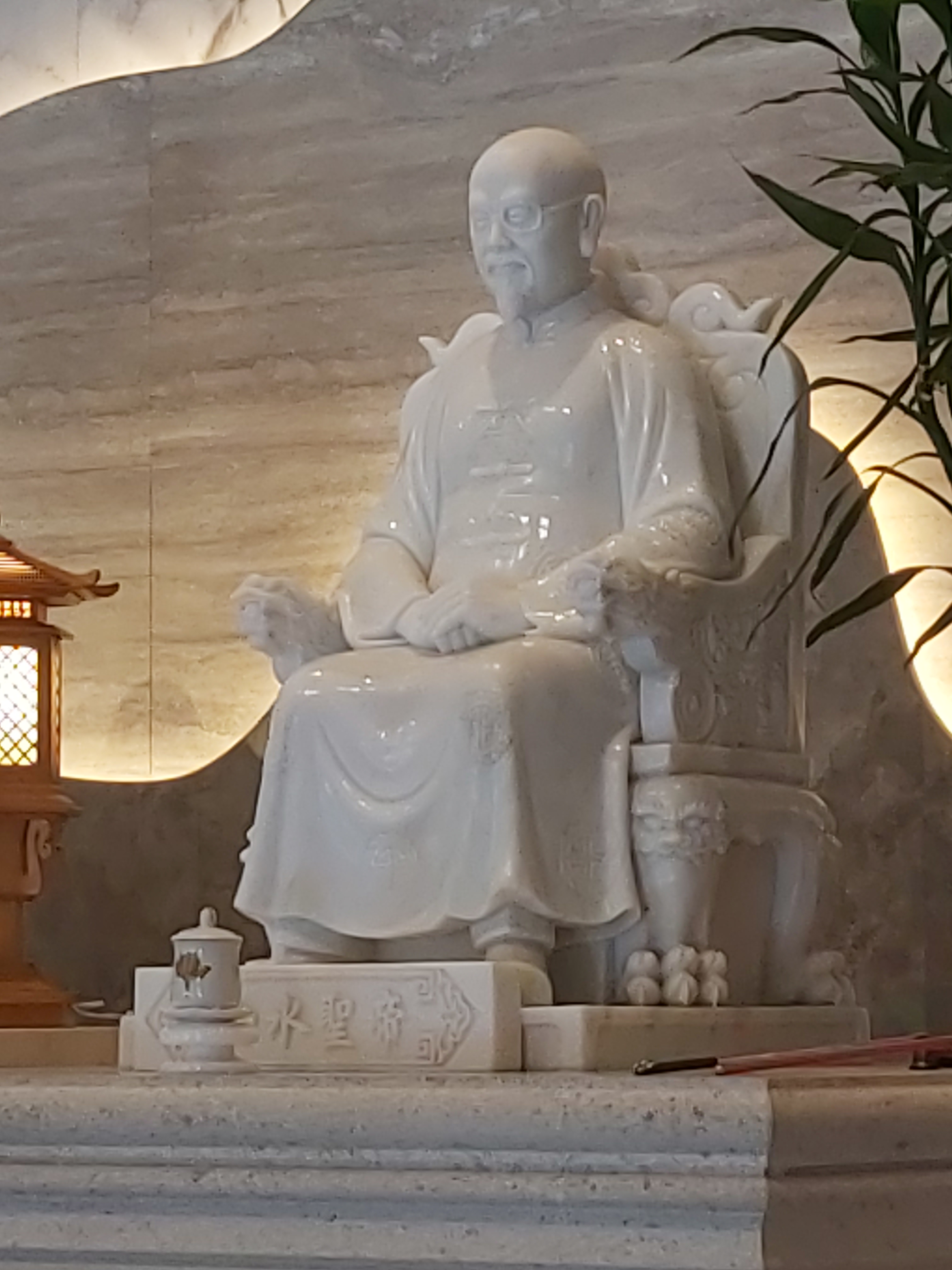
新北市三峽區濟仁佛院祖師祠內的漢白玉「白水聖帝」坐像。

## 家庭
韓恩榮與妻子馬孝先有三子兩女，長子韓萬華、次子韓萬年皆參與一貫道道務陪練三才，餘尚有三子韓萬章與長女韓萬淑、次女韓萬芝等諸子女。1949年兩岸分治，韓與次子在台灣，妻子與長子、三子、兩個女兒在大陸，後韓妻馬氏死於文革。韓在1987年兩岸開放後有幾次攜次子返鄉探望其他子女的記錄。大陸的子女亦直至當時才有前往台灣探望韓的記錄。